# 3885 Bogorodskij
3885 Bogorodskij (1979 HG5) là một tiểu hành tinh vành đai chính được phát hiện ngày 25 tháng 4 năm 1979 bởi Chernykh, N.
at Nauchnyj.